# Rustico di Clermont
Rustico (... – V secolo) è stato un vescovo franco, l'8º vescovo dell'Alvernia, vissuto nella prima metà circa del V secolo. È venerato come santo dalla Chiesa cattolica.
Il più importante catalogo episcopale della diocesi di Clermont, o dell'Alvernia, è quello riportato da Gregorio di Tours nella sua Historia Francorum, secondo la quale Rustico fu il 7º successore di sant'Austremonio, evangelizzatore della regione e protovescovo della diocesi.
Non si conoscono dati cronologici precisi sulla vita di san Rustico, poiché, eccetto i pochi dati riferiti da Gregorio di Tours, non esistono documenti coevi che attestino il suo episcopato. La tradizione erudita locale è concorde nel porre la sua morte nel 446, mentre divergono sull'inizio del suo ministero, posto nel 423, oppure nel 426, oppure ancora nel 430; si tratta tuttavia di date puramente ipotetiche.
Gregorio di Tours racconta le circostanze miracolose in cui avvenne l'elezione di Rustico dopo la morte del predecessore san Venerando, avvenuta la vigilia di Natale di un anno sconosciuto, elezione in cui ebbe una parte preponderante una pia donna religiosa (mulier velata atque devota) che indicò nel sacerdote Rustico «l'eletto del Signore».
La più antica attestazione liturgica del vescovo Rustico si trova nel Martirologio geronimiano (V-VI secolo), dove la sua celebrazione è posta al 24 settembre. Dal Martirologio geronimiano la sua commemorazione passò nel Martirologio Romano redatto dal Baronio. L'odierno martirologio, riformato a norma dei decreti del Concilio Vaticano II, ricorda il santo vescovo con queste parole: